# Gene Amondson

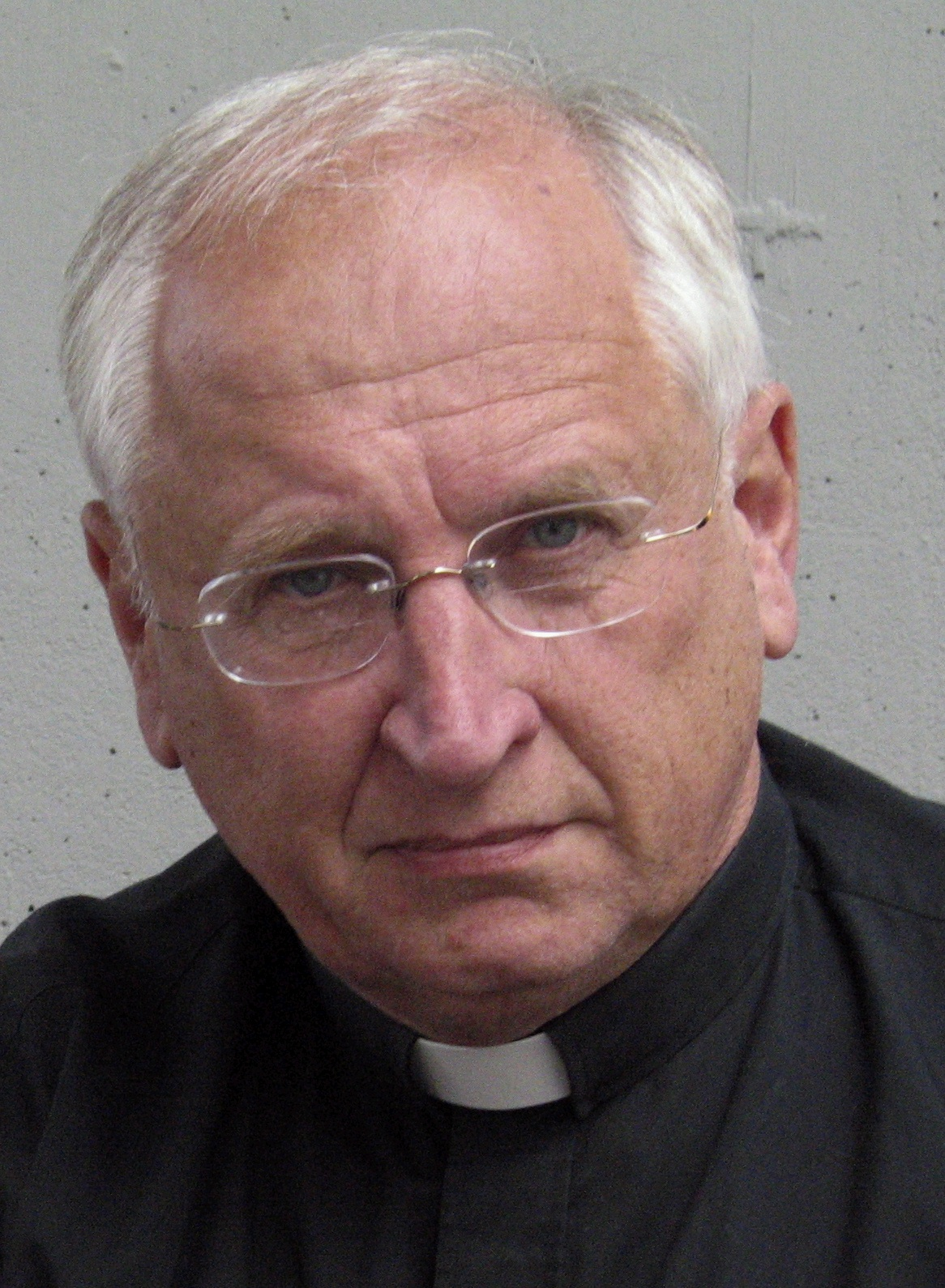
Gene Amondson

Gene Amondson (Morton (Washington), 15 oktober 1943 - Seattle, 20 juli 2009) was een Amerikaans predikant, kunstschilder, anti-alcoholactivist en politicus.

## Biografie
Gene Amondson studeerde biologie aan de Warner Pacific College in Portland (Oregon) en behaalde een Bachelor of Science (BS) in de zoölogie.
Hij was een succesvol landschapschilder en houtbewerker en daarnaast ook predikant bij de Church of God, een protestantse denominatie. Als predikant was hij sterk beïnvloed door de 19e-eeuwse dominee Billy Sunday, een fel drankbestrijder.

### Politieke carrière
Amondson was aanvankelijk Republikein, maar sloot zich op latere leeftijd aan bij de Prohibition Party. De Prohibition Party is derde oudste partij van de Verenigde Staten en streeft een volledige drooglegging na.
Gene Amondson werd in februari 2004, tijdens de nationale conventie van de Prohibition Party in Fairfield Glade in Tennessee, genomineerd als presidentskandidaat. De partijafdeling in Colorado had reeds in 2003 een eigen kandidaat genomineerd: Earl Dodge. Amondson voerde campagne in Louisiana en Colorado, de enige staten waar de Prohibition Party mee mocht doen aan de verkiezingen. In Colorado deden dus twee kandidaten namens de Prohibition Party mee: Amondson en Dodge.
Bij de presidentsverkiezingen van 2 november 2004 behaalde Amondson 1944 stemmen. In de staat Louisiana behaalde Amondson 1512 stemmen. Hij bleef ruim achter de kandidaat van de Republikeinen, George W. Bush (1,1 miljoen stemmen), en de kandidaat van de Democraten, John Kerry (1 miljoen stemmen). In vier districten in Louisiana werd Amondson echter derde. De laatste keer dat een kandidaat van de Prohibition Party in een district bij de eerste drie zat, was in 1960. In Colorado eindigde Amondson vóór zijn grote rivaal Dodge, ofschoon Dodge afkomstig was uit deze staat.
In 2007 overleed Dodge en zijn volgelingen verzoenden zich met de Prohibition Party van Amondson. Een jaar later werd Amondson tijdens de Nationale Conventie in Indianapolis (Indiana) genomineerd als presidentskandidaat. Leroy Pletten werd genomineerd als kandidaat voor het vicepresidentschap. Bij de presidentsverkiezingen van 4 november 2008 behaalde Amondson in totaal maar 643 stemmen.

### Overlijden
Gene Amondson overleed op 20 juli 2009 in Harborview Medical Center in Seattle aan de gevolgen van een beroerte. Amondson werd 65 jaar.

## Verwijzing
1. ↑  http://blog.seattlepi.com/thebigblog/archives/174506.asp